# Rubí (historieta)
Rubí es una historieta romántica mexicana escrita por Yolanda Vargas Dulché. Fue publicada por primera vez en 1963 en las páginas de la revista Lágrimas, risas y amor, de Editorial Argumentos (EDAR). Narra la vida de una bellísima joven de clase baja que decide utilizar una mezcla de su belleza física y su inteligencia para salir de la pobreza y ganar posición social, sin importarle las consecuencias de su ambición.
La historieta gozó de tal popularidad, que en 1968 la cadena de televisión mexicana Televisa adaptó la historieta como una telenovela del mismo nombre, producida por Valentín Pimstein y protagonizada por la actriz mexicana Fanny Cano. En 1970, el cineasta Carlos Enrique Taboada, realizó la versión cinematográfica protagonizada por la actriz iraní-mexicana Irán Eory.
En 2004, Televisa realizó una segunda versión en televisión producida por José Alberto Castro y protagonizada por la actriz uruguayo-mexicana Bárbara Mori, obteniendo un enorme éxito. En 2020, Televisa realizó por tercera ocasión en televisión esta historia como parte de la franquicia Fábrica de sueños, en esta ocasión producida por Carlos Bardasano y protagonizada por la actriz mexicana Camila Sodi.

## Sinopsis
Admirada y envidiada por las mujeres, deseada y temida por los hombres, Rubí posee una belleza exótica e irresistible. Sus claros ojos verdes, piel muy clara y oscuros cabellos rizados, acompañados de un evidente lunar en la comisura de sus labios carnosos son, aún hoy en día, una combinación tan poco común como atractiva. Rubí vive en la pobreza, en un modesto departamento con su madre y su hermana Cristina, quien paga su escuela. Su mejor amiga es Maribel, una muchacha de tez pálida, rubios cabellos y ojos azules, su compañera de estudios, quien tiene un defecto en su pierna izquierda al padecer de polio cuando era niña. Maribel vive con su padre que es un hombre muy rico y su nana Toña, que la quiere incondicionalmente y la ha criado y cuidado desde que murió su madre, y detecta la maldad, el interés y la envidia que Rubí sentía hacia Maribel al conocerla. Rubí es una muchacha muy ambiciosa. Odia su condición social y siente envidia hacia Maribel por su posición económica. Maribel tiene un novio por correspondencia, César Valdés que es abogado y viene a conocerla acompañado de su mejor amigo Alejandro del Villar que es médico. Ambos estudiaban en el extranjero. Inmediatamente Rubí se siente atraída por Alejandro, pero lo desprecia por su origen humilde. Sin embargo Alejandro se enamora de ella a pesar de descubrir su hipocresía y su odio hacia Maribel. 
Maribel y César planifican su matrimonio. Rubí con su coquetería comienza a atraer a César, en quién ve su oportunidad perfecta para salir de la pobreza y ganar dinero y posición social. César se enamora perdidamente de ella. Rubí logra poner a César en contra de Alejandro y miente al afirmar que este trató de abusar de ella. César le propone a Rubí que se vaya con él a Nueva York, Rubí acepta. Maribel que viene a ver a César escucha todo. Rubí y César se escapan, antes de tomar el avión su hermana Cristina la maldice y la abofetea. 
Rubí y César se casan poco después. Pero desde el comienzo de su matrimonio, Rubí se muestra fría y comienza a despilfarrar la fortuna de su marido, sobre todo después de volverse adicta a los juegos de azar.
Después de un tiempo, y tras reponerse de la traición, Maribel visita a Alejandro en el hospital donde le pide su opinión médica para rehabilitar su lesión en la pierna. Alejandro la opera y poco después Maribel  trabaja como voluntaria en el hospital donde se enamora del Dr. Cuevas, un hombre honesto y gran médico pediatra. Terminan casándose y se van a vivir al extranjero.
Paralelamente, César comienza a padecer una extraña enfermedad y queda postrado en una silla de ruedas ante la indiferencia de Rubí. Sin dinero, la pareja decide volver a México en busca de Alejandro en quien César, a pesar de lo ocurrido, ve una última esperanza para poder recuperar la salud. Este le aconseja realizar una cirugía para corregir su enfermedad mientras que Rubí comienza a seducir a Alejandro al ver su éxito y riqueza conseguida como cirujano, pero sin olvidar lo pasado él la desprecia.
Días después, al ir en busca de Alejandro, Rubí se reencuentra con su hermana Cristina que ya está casada con un banquero llamado Ricardo Hernández y cuatro hijos. Rubí ve en el esposo de Cristina la oportunidad de hacerse de un dinero y logra estafarlo. Al enterarse de tal acto, Cristina enfrenta a Rubí, la culpa de la muerte de su madre y le quita joyas y un abrigo para cobrarse el dinero que le robó a su marido, pidiéndole que nunca más los vuelva a buscar. Mientras César permanece internado, Rubí sigue con su plan de seducir a Alejandro, quien finalmente cede a sus encantos; sin embargo, Rubí termina enamorándose de Alejandro. Poco antes de la cirugía, Rubí le pide a Alejandro dejar morir a César para ser felices los dos, esto hace que Alejandro recuerde la maldad de Rubí y decide terminar la relación. Rubí resignada, visita a César antes de su intervención y le promete que cuando se recupere, lo hará feliz como en sus tiempos de salud.
Pero al marcharse Rubí, César se da cuenta del idilio entre su esposa y su amigo y pierde los deseos de vivir. Alejandro se desconcentrá en la operación al pensar en Rubí, pero vuelve en sí cuando falla el corazón de César, torpemente lo reanima pero él sin fuerza se deja morir. Alejandro con culpa se entera por Eloísa, su enfermera sobre la visita de Rubí y lleno de coraje concluye  que la culpa también es de Rubí.
Decidido a matar a Rubí, va en su búsqueda, ambos discuten y Rubí le admite que está enamorada de él y para evitar que se ensucie las manos por ella, Rubí se avienta por la ventana desfigurándose la cara. Eloísa que consigue llegar al lugar, logra llevarse a Alejandro entre el disturbio ocasionado por el aparente accidente de Rubí.
Confundido y asustado, Alejandro en su casa acompañado de Eloísa es encontrado por unos detectives y le dicen que hay una persona agonizando en la Cruz Roja, y que es necesario que el doctor del Villar declare, ya que ella lo involucra. Después de rendir su declaración, el médico fue a ver a Rubí, que parecía una momia con el rostro completamente vendado. Él le dice que por qué no termina su obra y dice que fue a amenazarla, y ella le dice que la perdone que se lo suplica que le hizo mucho daño pero ahora lo adora y pide su compasión pero él responde que es demasiado tarde y se va.
En la pensión donde vive Eloísa, Alejandro es detenido, ya que Rubí lo ha denunciado, diciendo que la empujó por la ventana, tratando de matarla. Entonces Eloísa, desesperada, lo defiende pero Alejandro la calma, entonces es llevado nuevamente a la Cruz Roja a enfrentar a Rubí. Al entrar al cuarto de Rubí, la presencia de varios médicos hizo comprender su estado de gravedad, entonces los detectives dicen que necesitan que la señora de Valdés enfrente al doctor del Villar, pero el doctor Solís dice que desgraciadamente ya es demasiado tarde ya que la presión ha bajado mucho, entonces Rubí pregunta que si Alejandro esta ahí y él responde que sí, que lo han traído a comparecer ante ella, es entonces cuando Rubí le dice que dijo una falsedad porque era la única manera de obligarlo a regresar ya que necesitaba hablar con él.
Cuando por fin los dejan sólos, Rubí le pide que se acerce, y entonces le dice que sabe que odio es el único sentimiento que tiene para ella que no cree en su arrepentimiento y él le responde que es tan culpable como ella y que de nada le serviría su perdón, ella le dice que ya lo sabe que poco falta para llegar a quién debe darle cuentas, pero, en los últimos instantes que está con vida, quiere escuchar de sus labios que no le guarda rencor. Rubí llevó sus manos a aquellos vendajes que cubrían su rostro diciendo que si por su belleza la odió, quizás ahora, al verla en la forma en que quedó, tenga compasión de ella. Y haciendo uso de las últimas fuerzas que le quedaban, arrancó las vendas de su rostro. Aquel hombre, acostumbrado a ver toda clase de heridas y deformidades, se estremeció al contemplar aquel rostro horrendamente desfigurado, que antes había sido la vida de un rostro perfecto y maravilloso, y ella le dice que ya no existe la hermosura que lo dominó, que ahora, quizá, pueda perdonarla, avanzó hacia el lecho y le tomó las manos y después le dijo: Rubí, que Dios nos perdone, si un instante de arrepentimiento vale la gloria, él nos ayudará, y como solo esperaba escuchar alguna palabra de comprensión, la voz de la mujer salió quedamente agradeciéndole y que Dios la perdone mientras él le decía que durmiera.
Minutosos después, entre las manos de Alejandro quedó sin fuerza y sin vida, la mano de Rubí, luego, cubriendo con la sábana aquel rostro deforme, con voz entrecortada, dijo: que Dios te perdone, se encaminó hacia la puerta lentamente, sin que ya, de aquella cama, nadie le llamara. Entonces le dice al doctor Solís que todo ha terminado, que la señora de Valdés ha muerto y él le responde que era preferible, ya que sufría mucho, detrás del hombro del médico, Alejandro descubrió el rostro bañado de lágrimas y lleno de angustia de su enfermera. Avanzó hacia ella y por primera vez la estrechó entre sus brazos, entonces decide hacer su vida al lado de ella y se casan.

## Comentarios
Publicada por primera vez en 1963, dentro de la revista Lágrimas, risas y amor, Rubí es una protagonista antagónica femenina, cosa rara en la época en que se publicó esta historieta. Sin embargo, las protagonistas antagónicas han probado agradar tanto al público que, aún hoy en día, a través de las telenovelas, acaparan el horario estelar en México.
Otra característica inusual es que se trata de un personaje moralmente malo, pero que aun así ha permanecido en el gusto popular.
Ella no es la heroína que lucha por superar sus dificultades, o una mujer orillada por las circunstancias a tomar decisiones extremas; es alguien que usa deliberadamente su apariencia para engañar, evitar el castigo y obtener atención y bienes materiales.
Su objetivo no es causar dolor y sufrimiento a los demás, sino obtener lo que ella quiere, sin importar que alguien más deba sufrir por ello.
Accidentalmente, Rubí es un ejemplo de mujer liberada, segura de sí misma y decidida, quien también de manera involuntaria provoca en el lector cierta tentación por lo prohibido.
Las mujeres desean ser tan bellas como Rubí y tener el éxito que ella tuvo; los hombres quisieran conquistar a una mujer como ella, aun sabiendo los riesgos que conlleva.
Rubí es la adolescente que se convierte en la mujer que desea ser; la que llega a la vida de otros como una prueba del destino y, de no ser superada la prueba, causa dolor e incluso muerte.
Ella es, por definición, la femme fatale de la historieta mexicana.

## Exposición en el Museo de Arte Popular
El sábado 24 de noviembre de 2012 se inauguró una exposición en homenaje Yolanda Vargas Dulché, Contadora de Historias, en el Museo de Arte Popular. La exposición es un homenaje a quien fuera una de las pioneras de las historietas en México, con obras como Memín Pinguín, María Isabel, Rubí,  El pecado de Oyuki y Yesenia.
La exposición se presentó el Museo de Arte Popular (MAP) en colaboración con Editorial Vid y Televisa, del 24 de noviembre de 2012 al 31 de marzo de 2013.

## Otras versiones

### Televisión
- Rubí (1968) telenovela producida por Valentín Pimstein para Televisa, protagonizada por Fanny Cano
- Rubí (2004) telenovela producida por José Alberto Castro para Televisa, protagonizada por Bárbara Mori.
- Rubí (2010), telenovela filipina producida por ABS-CBN y protagonizada por Angelica Panganiban.
- Rubí (2020), serie de televisión producida por Carlos Bardasano para Televisa, protagonizada por Camila Sodi.

### Cine
- Rubí (1970), dirigida y adaptada por Carlos Enrique Taboada, protagonizada por Irán Eory.